# Кораб (планина)
 Тази статия е за планината.  За плавателното средство вижте Кораб.  За други значения вижте Кораб (пояснение).
Ко̀раб (на македонска литературна норма: Кораб; на албански: Korabi, Кораби) е гранична планина между Северна Македония и Албания, а много малка част е на територията на Косово. Изображението на планината е включено в герба на Северна Македония.

## Географска характеристика

### Големина и граници
Планината Кораб се простира на 42 km от север на юг и ширина до 30 km, между долината на река Черни Дрин на запад и долините на десните ѝ притоци реките Чая (на север) и Радика (на изток и югоизток). (В повечето източници към Кораб планина се причислява и разположената южно от нея планина Дешат 2375 m). На североизток чрез висока 2200 m седловина се свързва с Шар планина, а на изток и югоизток река Радика я отделя съответно от планините Бистра и Стогово. По билото на планината минава западната граница на географската област Македония и тя е част от веригата Шар-Кораб-Дешат-Стогово-Караорман.

### Геоложки строеж
Кораб е силно ерозирана планина, като е изградена предимно от слюди и метаморфозирани варовикови скали с палеозойска възраст. Наблюдават се карстови форми на релефа. Най-високите върхове са с нарязани била с перм-триаска възраст. Скалните стени не са рядкост по западните склонове на планината.

### Върхове
Най-високият ѝ връх – Голем Кораб (на албански: Maja e Korabit), е висок 2753 m и е най-високата точка и на Албания, и на Северна Македония. Всъщност този връх е двоен. На 150 m от основния връх в северозападна посока и с почти същата височина (2756 m) на албанска територия има връх-двойник. Достъпът от албанска страна е по-труден, тъй като до изходния пункт Радомир е необходимо да се пътува по неасфалтиран път.
В планината има общо 41 върха с надморска височина над 2000 m, а от тях 6 са над 2500 m.
В северния дял на Кораб най-висок от тамошните шест двухилядника е Зиберова кула/Kula e Ziberit (2377 m). На друг двухилядник, най-северния – връх Шерупа (2092 m), се срещат границите на Северна Македония, Косово и Албания. В средния дял (между седловините Голема Корабска врата (2063 м) на север и Скъртец (2020 м) на юг) има 29 върха  с над 2000 m н.в., сред които шест са над 2500 m. Там е и най-високият връх на планината и в цяла Северна Македония - Голем Кораб (2753 m). В южния дял най-висок от шестте двухилядника там е връх Висок рид (2245 m).
Някои двухилядници в Кораб:
- връх Голем Кораб, висок 2753 метра[1]
- Безименен, 2567 метра, непосредствено южно от Кораб[1]
- връх Май йе Моравес, висок 2718 метра
- връх Шулани и Радомирес, висок 2716 метра
- връх Бело капче/Kepi Bard, висок 2589 метра[1]
- връх Мал Кораб, висок 2683 метра[1]
- проход Мала Корабска врата, висок 2425 метра;
- връх Кабаш, висок 2395 метра;
- Кобилино поле, височина 2344 метра;
- Цигански проход, висок 2295 метра;
- връх Плоча, висок 2235 метра;
- връх Висока карпа, висок 2090 метра.

### Флора и фауна
По югоизточния склон на Голям Кораб пасищата се редуват със скални комплекси почти до най-високата част на билото. В по-ниските части се срещат гори от дъб, по-нагоре от бук, високите до 2000 m райони са заети от иглолистни гори, а най-висока са разположени планински пасища.

### Водни ресурси
От планината извират Дълбока река, десен приток на Радика откъм страната на Северна Македония, и Велешица, десен приток на Черни Дрин, откъм албанска страна. В горното течение на Дълбока река, под връх Кепи Бард, се намира Корабският водопад, най-високият водопад в Северна Македония с височина 136 m. Дебитът на реката е малък, поради това е интересен през пролетта, през зимата замръзва напълно, а през лятото реката почти пресъхва.
В Кораб има 8 ледникови езера. В Албания е разположено най-голямото езеро в планината – Грамьо, на 2549 мнв, край Мали и Грамеш (Кобилино поле).

### Селища
През планината минават два прохода - Корабска врата и Цигански проход (Цигански премин). В източното подножие на Кораб в Северна Македония е разположена областта Горна река, населена с православни албанци.

## Туризъм
По време на Балканската война билото на планината е било фронтова линия. Все още тук-там се откриват неизбухнали мини. По тази причина движението по добре маркираните пътеки е задължително.

## Други
На Кораб планина е наречена улица в квартал „Лозенец“ в София (Карта).